# BBC 노스이스트 컴브리아
BBC 노스이스트 앤드 컴브리아(BBC North East and Cumbria)는 더럼 주, 노섬벌랜드 주, 티사이드 주, 타인 위어 주를 대상으로 한 BBC 잉글랜드 지방 방송이다.

## 방송

### 텔레비전
BBC 노스이스트 컴브리아의 텔레비전 방송은 BBC One을 통해 방송되며, 간판 지역 뉴스 프로그램 <룩 노스>를 필두로, 화제 보도 프로그램인 <인사이드 아웃>과 그밖의 자체방송으로 구성된다. 자체방송은 <선데이 폴리틱스>, 축구소식 프로 <레이트 킥 오프> 시간에 내보내며 독립제작사인 바이트 이어 레그 사와 공동 제작한다. BBC 요크셔 리즈 스튜디오에서 PDI 미디어가 제작하는 럭비 리그경기 하이라이트 프로그램인 <슈퍼 리그 쇼>도 노스이스트 컴브리아 지역 시청자들에게 방송된다.

### 라디오
BBC 노스이스트 컴브리아는 지역 라디오 방송국인 BBC 티스, BBC 라디오 컴브리아, BBC 라디오 뉴캐슬을 총괄하고 있다. 세 방송국은 몇가지 프로그램과 BBC 라디오 5 라이브에서 내보내는 야간 프로그램을 방송한다.

### 온라인과 상호 방송
BBC 노스이스트 컴브리아는 BBC 레드 버튼에 지방 뉴스와 지역 라디오 페이지, 그리고 각 주별로 'BBC 로컬 뉴스' 웹사이트도 제공하고 있다.

## 역사
BBC 노스이스트 컴브리아는 1959년 맨체스터에 본부를 둔 BBC 노스 지부로부터 분리되어 나오면서 텔레비전 방송을 시작했다. 분리 당시까지 맨체스터발 방송은 잉글랜드 북부 전역에 야간 뉴스 단신을 내보내고 있었다. 새롭게 설립된 뉴캐슬 거점의 노스이스트 컴브리아 방송은 지역에 맞는 뉴스 단신을 내보내기 시작했으며, 처음에는 아나운서 조지 하우스와 톰 킬거가 진행했다. 1962년부터 뉴스 단신 프로는 20분 분량의 보도 프로그램인 <홈 앳 식스>로 바뀌었고 프랭크 보그가 진행을 맡았다.
그로부터 2년 후 타인티스 텔레비전의 전 아나운서였던 마이크 네빌이 입사하고 그와 동시에 뉴스 프로그램도 <룩 노스>로 개편됐다. 1986년에는 컴브리아 지역의 대부분을 맡고 있던 콜드백 송신소발 송출이 BBC 노스이스트에서 BBC 노스웨스트 소속으로 전환됐는데 맨체스터에서 방송을 담당하는 것이 더 낫다는 판단 하에서였다. 그러나 현지에서 항의가 계속 들어오면서 1990년에 BBC 노스이스트 소속으로 복귀하게 되었다.
같은 해인 1990년, BBC 노스와 BBC 노스웨스트, BBC 노스이스트가 병합되어 BBC 노스라는 이름의 단일 구역을 이루게 되었다. 그 결과 모든 관리 행정 부서가 하나로 합병됐고 운영 예산 절약도 이루어지게 되었다. 이 과정에서 각 지역별 프로그램은 이전과 동일하게 유지됐지만 방송상에서 지역국을 가리킬 때에는 'BBC 노스'로, 제작된 프로그램은 'BBC 노스 제작 (BBC North Productions)'로 표기됐다. 이는 1996년 BBC 노스가 다시 분리될 때까지 유지됐다.
1997년에는 지금의 BBC 노스이스트 컴브리아로 개명하고, 새로 제작된 BBC 로고와 BBC One 아이덴트 시리즈도 동시에 적용됐다. 2002년에는 방송상에 표시되는 이름이 'BBC NE & Cumbria'로 살짝 바뀌었는데, BBC One 채널에서 무용수 아이덴트를 새로 적용함에 따라 지역명을 로고 박스 안에 들어맞도록 해야 했기 때문이다. 2007년에 새로 바뀐 '동그라미' 아이덴트부터는 노스이스트 컴브리아라는 이름이 완전히 들어가게 되었다.

## 스튜디오
BBC 노스이스트 컴브리아는 뉴캐슬어폰타인 스파이털텅스의 브로드캐스팅 센터에 본부와 스튜디오를 두고 있다. 브로드캐스팅 센터에서는 1988년 1월 16일 첫 생방송을 개시했고 그 다음주 월요일에는 <룩 노스>가 처음으로 방송되었다. 브로드캐스팅 센터는 A와 B, 두 개 스튜디오로 구분되며 스튜디오 복합단지가 따로 있다. 단지에는 지역보도팀과 BBC 라디오 뉴캐슬, 그리고 BBC 노스이스트 어린이 방송을 비롯한 그밖의 네트워크 제작팀이 입주해 있다. 한때 <룩 노스>는 평상시엔 넓은 스튜디오 A에서 방송하다가, 스튜디오가 네트워크 방송 제작으로 사용할 때마다 더 작은 스튜디오 B로 자리를 옮기던 시절이 있었다. 그러다 2000년에 네트워크 방송 제작팀이 축소 개편됨에 따라 <룩 노스>는 스튜디오 A에 영구 입주하게 되었다. 이렇게 이전되면서 BBC 웨스트미들랜즈와 BBC 노스웨스트와 마찬가지로 스튜디오가 폐쇄 위기에서 벗어나게 되었는데, 운좋게 스튜디오 크기도 별로 큰 편이 아니었기에 뉴스 프로그램을 수월하게 진행할 수 있었다. 브로드캐스팅 센터 건물은 다양한 분홍 색조를 띤 유리판과 벽으로 지어져 독특한 건축 양식을 띄었고, 그 때문에 지역 주민들과 방송 직원들로부터 "핑크 팰리스 (The Pink Palace)"이라는 별명이 붙여졌다.
방송 개시 이후 브로드캐스팅 센터로 이전하기 전에는 뉴캐슬 도심 뉴브리지 가에 있는 브로드캐스팅 하우스를 본부로 두고 있었다. 옛날에는 산부인과 병원이었던 이 건물은 뉴스 보도부가 자리해 있었는데 <룩 노스>와 BBC 라디오 뉴캐슬의 전용 스튜디오가 각각 있었다. 처음엔 방송 용도로 쓰는데 필요 이상으로 충분했으나, 기술이 발전하면서 공간이 부족해졌고, 결국 작은 공간을 재배치하기보단 스튜디오 단지를 새로 짓는 것이 더 낫다는 결정이 내려지게 되었다. 브로드캐스팅 하우스의 마지막 방송 진행은 1988년 1월 15일 금요일에 이뤄졌다.

## 같이 보기
- BBC 잉글리시 리전스